# François Genoud
Pour les articles homonymes, voir Genoud.
François Genoud, né le 26 octobre 1915 à Lausanne et mort le 30 mai 1996 à Pully, est un banquier suisse. Il a été proche du national-socialisme allemand et a été le détenteur des droits d'auteur de Hitler et de Goebbels. 
Il a été aussi proche des mouvements de libération nationale du monde arabe et a joué un rôle important dans le soutien apporté aux luttes algérienne et palestinienne. Il a notamment géré les fonds du FLN par le biais de la Banque commerciale arabe à Genève, offrant un refuge ainsi que des ressources matérielles. Par ses activités et son implication dans les milieux nationalistes arabes, il a été au centre des réseaux transnationaux, faisant office de pivot entre les mouvements arabes et ceux qui les soutenaient en Europe, qu’ils aient été d’extrême droite ou d’extrême gauche, comme notamment les terroristes Carlos ou Bruno Bréguet.

## Biographie

### Avant-guerre

#### Séjour en Allemagne et en Angleterre
François Genoud est le fils d'un commerçant en papiers peints de Lausanne. En 1932, à 17 ans, il passe une année en Allemagne, à Bonn, dans une famille. C'est au cours de ce séjour qu'il a l'occasion de rencontrer Adolf Hitler chez des amis de sa famille, dans les environs de Bad Godesberg ; il reste très marqué par cette rencontre. Selon son biographe Pierre Péan, il passe une grande partie de son temps à trafiquer au marché noir — matériaux, devises, or.
En 1933, son père l'envoie faire un stage à Londres dans un commerce de papiers peints et tapisseries, dont les dimensions sont sans commune mesure avec celles du magasin de Lausanne. Il découvre « l’empire maître du monde, avec toutes ses contradictions : le faste merveilleux de ses institutions et l'extrême pauvreté de la population de sa gigantesque métropole. » À la suite de ces expériences, l'Angleterre symbolise désormais à ses yeux un monde finissant, tandis que l'Allemagne est celui de demain. 

#### Le Front national
De retour en Suisse, il commence à travailler dans le magasin familial. En mars 1934, il adhère au Front national, un mouvement qui milite pour « une Suisse chrétienne, fédéraliste et corporative » et qui se développe dans l'ensemble du pays. Il se lie avec le chef de la section vaudoise du mouvement, un certain Jean Bauverd. Celui-ci est considéré comme l'intellectuel du Front national en Suisse romande. Surtout, il est très ami avec des étudiants arabes à l'université de Lausanne, notamment le Libanais Muhidin Daouk et son frère Khaled, ainsi que le Saoudien Abdallah Nasser. Genoud dira que cette amitié a marqué le départ de ses positions pro-arabes.
Genoud propose la création d'un mouvement de jeunesse au Front national, la Jeunesse nationale. Sa proposition est acceptée et il devient le premier chef de la nouvelle organisation. C'est aussi ce qui lui vaut son premier fichage au Ministère public. Le premier juin 1935, il est arrêté et emprisonné pour la première fois, à Genève, à la suite d'une bagarre. Il est désormais repéré par les autorités.

#### Périple automobile en Asie
Déçu par la timidité du Front national et par les rivalités de clans qui s'y jouent, Genoud se retire de l'action politique. Avec son ami Beauverd, il planifie un immense voyage de découverte de l'Europe centrale, des Balkans, de la Turquie, du monde arabe qui les fascine, de l'Iran, de l’Afghanistan, des Indes. Ils arrivent à obtenir une voiture de la marque tchèque Aero, s'engageant à faire de la publicité pour le modèle. Le 13 mai 1936, les deux jeunes aventuriers prennent la route. Elle aurait dû les conduire jusqu'en Chine. Mais, après des péripéties survenues en Inde, les amis prennent le chemin du retour.
Genoud arrive fin octobre 1936 en Irak, en pleine révolution. Il s'enthousiasme immédiatement. Il reste jusque début décembre à Bagdad, où il fait la connaissance des nouveaux responsables irakiens et, surtout, de nombreux « réfugiés palestiniens ». Il se familiarise avec l'histoire du Moyen-Orient et avec le combat contre le sionisme. Ses nouveaux amis lui font une confiance telle qu'il participe même à des actions militaires contre les Britanniques. 
Rejoint par Beauverd, qui était resté en Perse, il passe en Palestine, où les deux Suisses font la connaissance du Grand Mufti de Jérusalem, Mohammed Amin al-Husseini, qui les prie, en tant qu'« amis du nationalisme arabe et de l'islam », de soutenir la libération des pays du Maghreb,.
Le voyage se termine le 25 décembre à Lausanne, après 35 000 km de route, au siège de la section vaudoise de l'Automobile Club suisse. 
Plus tard, il rencontre et se lie avec Paul Dickopf, un agent de l'Abwehr de Stuttgart, qui deviendra chef de la police criminelle allemande (BKA), en 1965, et président d'Interpol en 1968.

### Après 1945
Après guerre et par l'intermédiaire d'un autre transfuge, Hans Rechenberg, ancien conseiller de Göring et membre de l'organisation Gehlen, il contacte les proches des dignitaires du nazisme et assiste les familles des condamnés de Nuremberg. Il rachète les droits de publication des propos de Hitler, Goebbels, Martin Bormann, Walther Funk et d'autres personnalités du Troisième Reich. 
Exécuteur testamentaire d'Hitler et de Goebbels, il est connu pour avoir fait fortune en publiant le texte des propos d'Hitler recueillis par Bormann — cette entreprise subit un revers en 1960, lorsque Paula Hitler meurt sans lui laisser de droits complets sur les écrits d'Hitler.

### Un homme de réseau
Il se rend régulièrement au Caire, car son frère s'y est installé en tant qu'architecte d'intérieur. Il y fait la connaissance de Johann von Leers, ancien cadre national-socialiste, converti à l'islam et fervent partisan du nationalisme arabe, qui dirige, dans la capitale égyptienne, l'Institut de recherche sur le sionisme. Toutefois, le courant ne passe pas entre les deux hommes, Genoud considérant von Leers comme un « obsédé antijuif ».
Genoud était, dès 1936, en relation avec les milieux palestiniens. Mais, à partir des années 1950, il va s'impliquer de manière beaucoup plus active pour la cause arabe, en fournissant une partie des capitaux au FLN, qu’il a par ailleurs géré en créant à cette époque la Banque commerciale arabe à Genève. Le conseil d’administration de la banque réunit alors plusieurs personnalités des pays arabes : « Nous voulions en faire la première banque arabe basée à l’extérieur », a-t-il déclaré lors d’un entretien en 1990. Outre son rôle de gestionnaire pour le FLN, Genoud aurait également favorisé la livraison des armes et apporté un refuge aux membres du FLN, lorsque cela a été nécessaire.

### Le banquier du FLN algérien et des combattants palestiniens
Il devient le financier des combattants palestiniens et du FLN algérien. Il est surnommé « le banquier du FLN » par Jacques Vergès. 
Dans le cadre de son soutien aux mouvements nationaux marocain et algérien, il participe, en juin 1958, à la création de la Banque commerciale arabe (BCA), ayant pour objectif de financer le commerce entre la Suisse et les pays arabes. Le 18 octobre 1962, en tant que patron et responsable des finances du FLN, Mohamed Khider dépose tous les fonds extérieurs du parti sur un compte ouvert à son nom à la Banque commerciale arabe à Genève. La confiance envers le banquier suisse est telle que sa proposition de créer une petite banque qui servirait d'instrument au FLN dans la conquête de l'indépendance économique du pays est entérinée par le bureau politique en décembre de la même année.
Grâce à des moyens fournis par la BCA, Genoud et le pouvoir algérien créent ainsi à Alger, au début de l'année 1963, la Banque populaire arabe (BPA) dont le Suisse prend la présidence. Le FLN détient cinq sièges au conseil d'administration, les deux autres étant attribués à la BCA et à François Genoud.
En arrière plan, il participe à la phase finale des accords d'Evian en 1962 ainsi qu'à différentes crises qui secouent le nouveau pouvoir algérien, comme celle qui va opposer le président Ahmed Ben Bella et son principal adversaire Mohamed Khider qui a pris le contrôle de la BCA/BPA. En effet, Genoud est également très lié à Ben Bella. C'est l'époque où il fait plus spécialement le lien entre la police algérienne et des « formateurs » de la police ouest-allemande. 
En 1963, Genoud ajoute à son carnet d'adresses deux noms importants : celui de l'ingénieur grec Michel Raptis, dit « Pablo », trotskiste historique qui a présidé aux destinées de la Quatrième Internationale et sous la responsabilité duquel le Parti communiste internationaliste (PCI) assure l'impression de Révolution algérienne, l'organe du FLN en France, et celui de Jacques Vergès, dont Genoud restera désormais très proche. 
Il se convertit à l’islam et se lie d’amitié, à Genève, avec le leader des Frères musulmans en Europe et propre gendre d’Hassan el-Banna, Saïd Ramadan — le père de Tariq Ramadan. 
Il fait la connaissance de Georges Habache, secrétaire général du Front populaire de libération de la Palestine (FPLP) et de Wadie Haddad, « chef logistique des opérations terroristes », qu'il considère comme un ami. Par la suite, dans ses entretiens avec Pierre Péan, Genoud se définira comme ayant été chargé des relations publiques de Wadie Haddad en Europe.
En novembre 1969, il est présent lors du procès, tenu à Winterthour, des trois auteurs de l’attaque de la compagnie El Al, membres du FPLP. Le procès établit d'ailleurs que, dès 1962, une partie des fonds qu’il gère pour le FLN par le biais de la Banque commerciale arabe à Genève a servi à financer les combats des groupes palestiniens. Mais, malgré les liens évidents de Genoud avec la cause palestinienne et le FPLP, rien n’indique qu’il ait été concrètement mêlé aux attentats de 1969. 
En 1988, il crée la banque Al-Taqwa avec des membres influents des Frères musulmans, notamment le président et cofondateur d'Al-Taqwa, Youssef Nada. Plus tard, la banque engage le Suisse Ahmed Huber, lui aussi converti à l'islam et admirateur d'Adolf Hitler, car la société nécessite la présence d'au moins un citoyen suisse dans son conseil d'administration.
Cette banque a notamment été accusée par les États-Unis d'avoir des liens avec des organisations terroristes islamistes, voire avec des réseaux néo-nazis,, et d'être une source importante de financements pour les opérations d'Oussama ben Laden et de ses associés, le directeur de la banque Youssef Nada ayant été inscrit sur cette liste sous la « définition spéciale de terroriste international ».

### L'ami de Carlos
Par l'intermédiaire de la cause palestinienne, Genoud noue également des contacts avec les organisations terroristes d'extrême gauche, notamment avec Ilich Ramírez Sánchez, dit Carlos et la Fraction armée rouge. Dans ce cadre, il s'associe dans les années 1970 à Noam Chomsky, Simone de Beauvoir et Jean-Paul Sartre pour faire acquitter Bruno Bréguet, membre du groupe terroriste de Carlos. 
Plus tard, avec Jacques Vergès, Genoud organise la défense de Carlos arrêté au Soudan le 15 août 1994 par les services français. Alors âgé de 79 ans, il se rend sur place afin de lui assurer une défense équitable. Il ne cessera de montrer son admiration pour le Vénézuélien. Il lui rend de fréquentes visites à Fresnes, où il a été emprisonné, jusqu’à sa mort, en 1996,.
Selon L'Express, Genoud étant proche d'Otto Skorzeny et de Karl Wolff, c'est par son intermédiaire que Jacques Vergès assure la défense du « boucher de Lyon », l'ancien officier SS Klaus Barbie. Il aurait également financé la défense d'Adolf Eichmann. En revanche, alors qu'il ne cachait pas son amitié pour Gaston-Armand Amaudruz, il s'est toujours abstenu de tout rapport avec son mouvement du Nouvel ordre européen, ses activités ou ses publications.
En 1983, il est représenté par Baudoin Dunant, membre du directoire du groupe Saudi Investment Company, le bras armé domicilié en Suisse du Saudi Binladin Group, et apporte son soutien à Ali Hassan Salameh, l’ayatollah Khomeini et Ahmed Huber.
Dépressif depuis la mort de sa seconde épouse en 1991, il choisit la voie de l'euthanasie, avec l'intervention de l'association Exit, le 30 mai 1996.

### Théâtre
En 2025, la pièce L'Injuste, de Alexandre Amiel, Yaël Berdugo, Jean-Philippe Daguerre et Alexis Kebbas, met en scène, au théâtre de la Renaissance (Paris), les derniers jours de François Genoud (interprété par Jacques Weber), interviewé par une jeune journaliste israélienne (interprétée par Élodie Navarre).